# Сягойхадуттэ
Сягойхадуттэ (устар. Сягой-Ходуттэ) — река в России, протекает по Ямало-Ненецкому АО. Устье реки находится в 17 км по левому берегу Надо-Салинской протоки реки Пур. Длина реки составляет 66 км.

## Притоки
- 1 км: Пыринтояха
- 35 км: Хадуттэтарка

## Данные водного реестра
По данным государственного водного реестра России относится к Нижнеобскому бассейновому округу, водохозяйственный участок реки — Пур, речной подбассейн реки — подбассейн отсутствует. Речной бассейн реки — Пур.
Код объекта в государственном водном реестре — 15040000112115300061586.